# Crescent (Luizjana)
Crescent – jednostka osadnicza w Stanach Zjednoczonych, w stanie Luizjana, w parafii Iberville.